# Fontana delle Naiadi

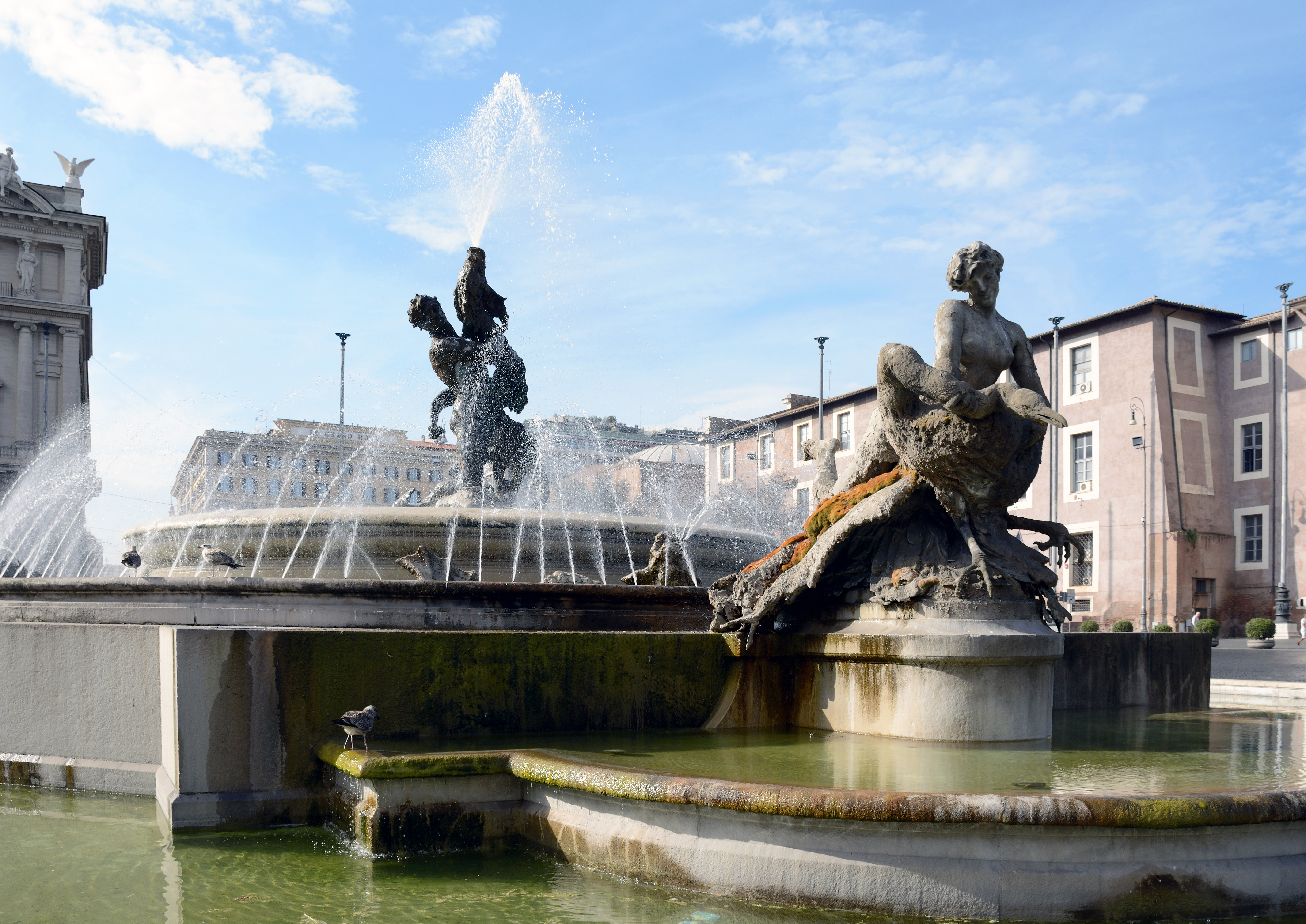
Vista geral da fonte, com a "Ninfa dos Lagos" em primeiro plano e a peça central ("Glauco agarrando um Golfinho").

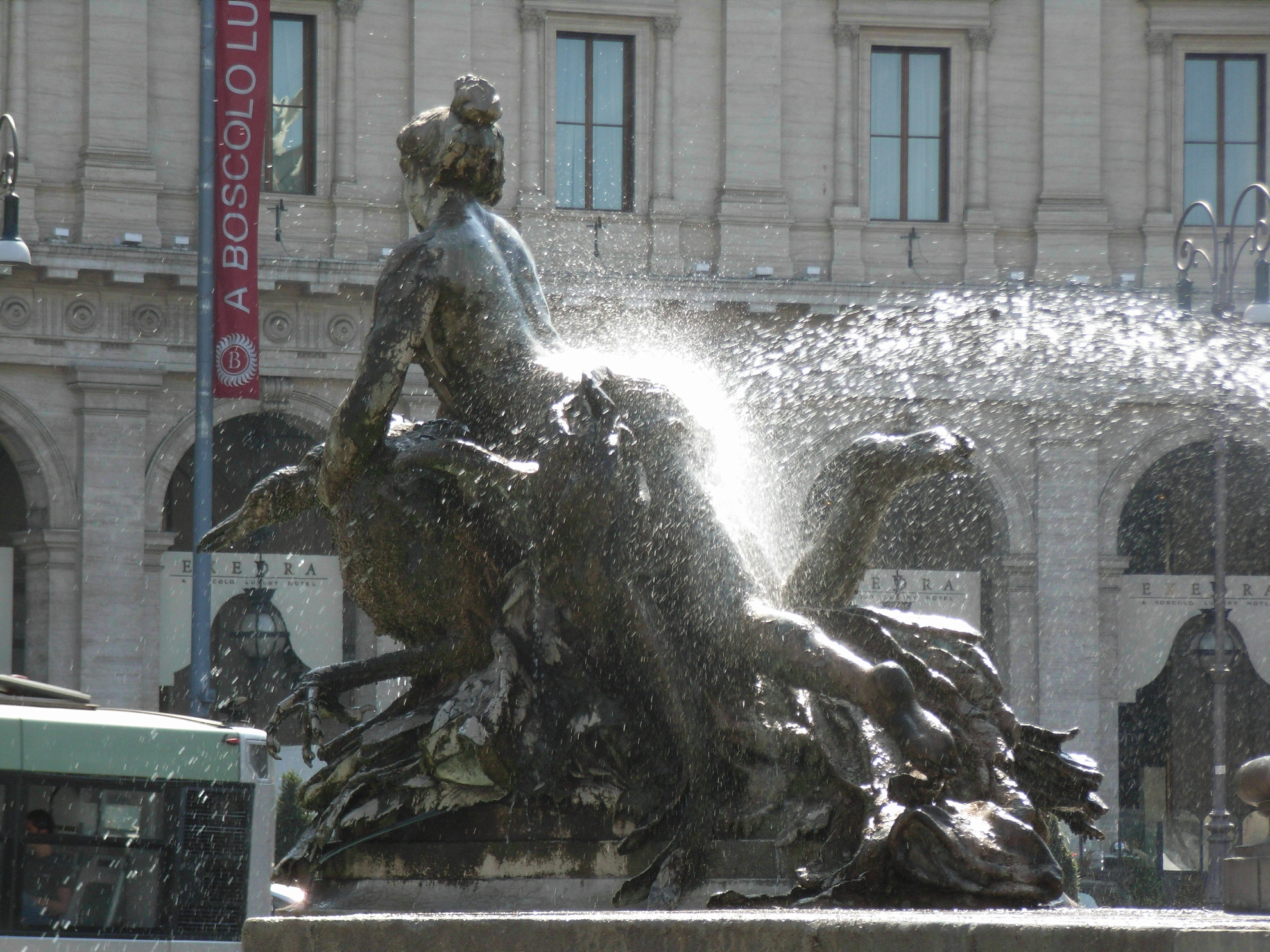
A "Ninfa dos Lagos" recebendo a água dos jatos, uma imagem considerada escandalosa no início do século em Roma.

Fontana delle Naiadi ou Fonte das Náiades é uma fonte localizada no centro da Piazza della Republica de Roma, Itália, no rione Castro Pretorio.

## História

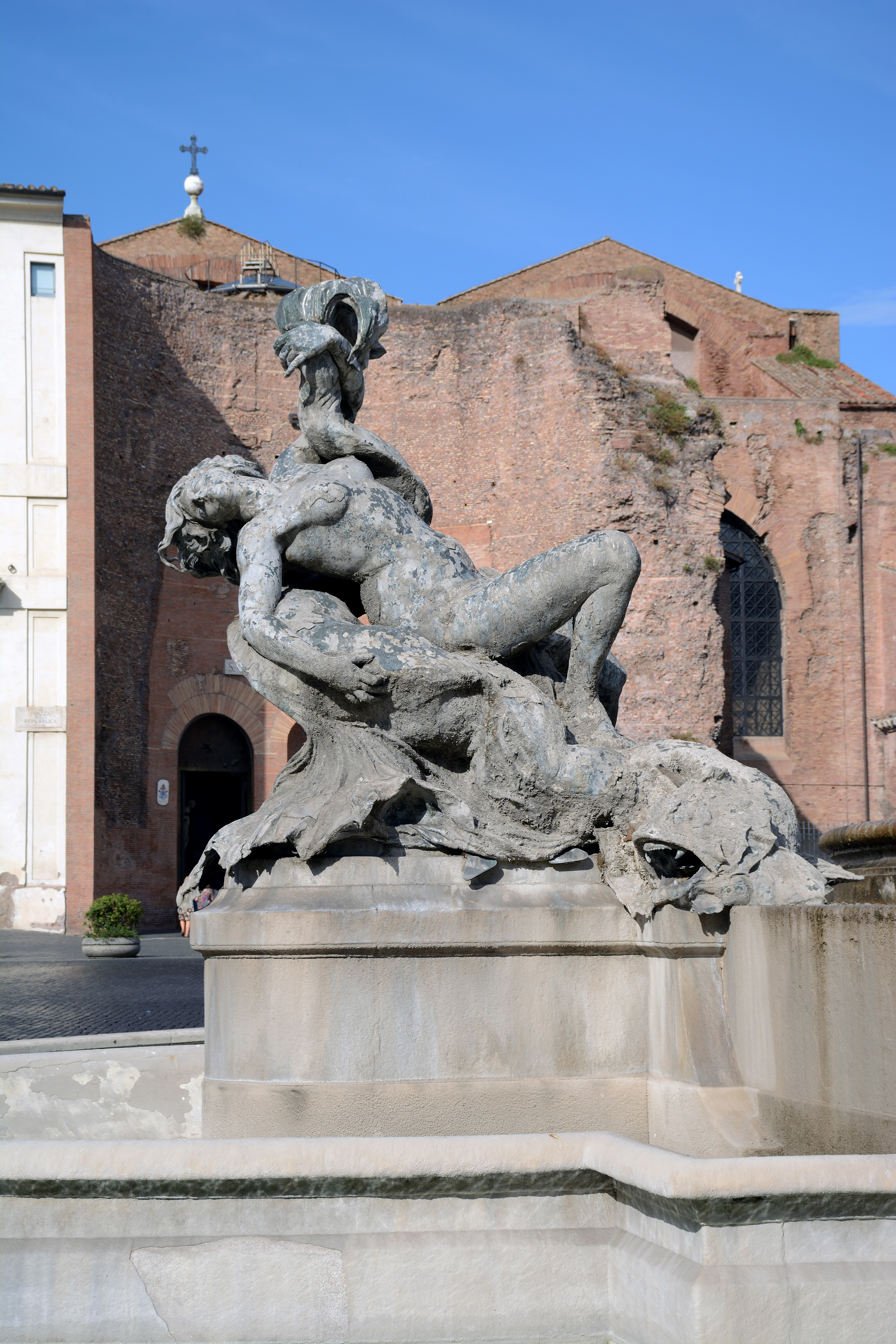
"Ninfa dos Rios". A pose sensual das estátuas provocou escândalo em Roma no início do século XX.

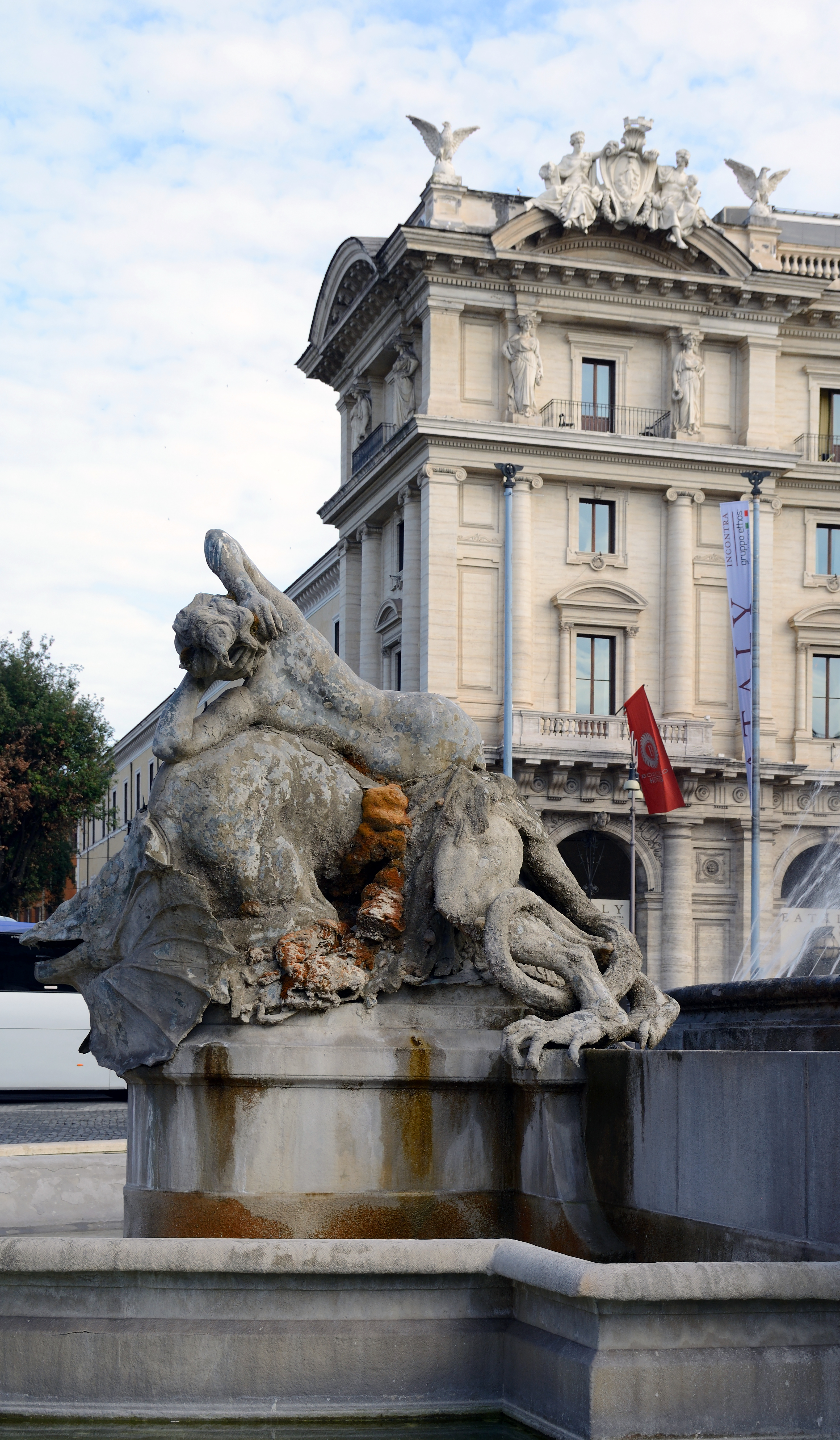
"Ninfa das Águas Subterrâneas".

No último decênio de seu pontificado, o papa Pio IX financiou a reconstrução do antigo aqueduto romano Água Márcia, gravemente danificado pelos godos no século VI e desde então inutilizado. A gestão do novo aqueduto foi entregue, em 1868, à sociedade "Acqua Pia Antica Marcia SpA" (cuja marca ainda é visível em muitas fontes e tampas de bueiros), que rapidamente tornou-se uma das principais fornecedoras de água da cidade.
A obra terminava antigamente numa grande obra de arte, uma "mostra" em italiano, como haviam feito outros pontífices que financiaram aquedutos em seus pontificados, numa posição a cerca de 80 metros mais perto da Estação Termini do que a moderna fonte, onde hoje está o Obelisco de Dogali, na via Luigi Einaudi. Tratava-se de uma simples piscina circular cuja borda era feita de rochas das quais partiam um grande número de jatos de água jorrando em direção ao centro. Esta composição era completada por cinco jatos verticais, dos quais o central era o mais alto de todos. O papa a inaugurou em 10 de setembro de 1870, dez dias antes da captura de Roma e do final de seu reinado temporal.
Alguns anos mais tarde, em 1888, aproveitando-se de uma reorganização urbanística da região que exigia que a fonte fosse movida uns poucos metros, ela foi completamente alterada e reconstruída "ex novo". O projeto, do arquiteto Alessandro Guerrieri, previa três tanques circulares concêntricos em diferentes alturas assentados sobre uma base octogonal de lados alternadamente retos e côncavos; em seus lados retos estavam quatro tanques semicirculares e toda a estrutura está envolva por uma piscina rasa. A primeira tentativa, por ocasião da visita do imperador Guilherme II da Alemanha, de afixar quatro leões de gesso nos quatro tanques semicirculares nos lados retos do octógono como peça decorativa do complexo não teve sucesso e o projeto foi abandonado.
O projeto seguinte, obra do escultor palermitano Mario Rutelli, inaugurado em 1901, consistia de quatro nus femininos em bronze representando náiades: a "Ninfa dos Lagos", reconhecida por ter junto de si um cisne, a "Ninfa dos Rios", montada sobre um monstro aquático, a "Ninfa das Águas Subterrâneas", montada num dragão, e a "Ninfa dos Oceanos", montada num cavalo, símbolo dos mares. Um grosso jato d'água caía nas estátuas vindo do tanque interior enquanto que o tanque central mantinha o projeto da fonte original, com uma série de jatos jorrando em direção do interior, além dos cinco centrais. O complexo todo era circundado por uma cerca baixa.
As posições sensuais e lascivas das estátuas e a os corpos nus provocantemente banhados pela água deram origem a um escândalo de imoralidade e indecência típico da cultura papal que vigorava na época em Roma, cujo porta-voz era L'Osservatore Romano, jornal diário do Vaticano até hoje; apesar de inicialmente ter sido posta no local uma cerca de madeira para bloquear a visão do monumento (até que a Comuna de Roma se posicionasse sobre o escândalo), o intenso movimento de jovens no local para admirar as estátuas entre as tábuas só fez aumentar o sentimento suscitado pela fonte. A polêmica cresceu, em defesa do pudor e da respeitabilidade, e se manteve por um tempo, mas a Comuna aceitou a tese progressista e, além de não remover as náiades, como queriam os mais puritanos, permitiu, em 10 de fevereiro de 1901, que os romanos, depois de muita revolta popular, derrubassem a cerca. 
O grupo escultórico central da fonte foi encomendado a Mario Rutelli e o resultado foi algo bizarro: três tritões, um golfinho e um grande polvo, aparentemente num combate. Quando, em 1911, o primeiro modelo foi colocado sobre a fonte, a reação foi sarcástica, com o grupo sendo chamado de "Il fritto misto di Termini" ("Fritada mista de Termini"). Ele foi logo removido, e se encomendou ao artista uma outra escultura mais sóbria. Em 1912, finalmente, a fonte assumiu seu aspecto definitivo que mantém até hoje, com a organização, no centro, do grupo de "Glauco", uma figura máscula nua que agarra um golfinho, de cuja boca jorra o jato d'água central, simbolizando o domínio do homem sobre as forças da natureza. A obra completa foi inaugurada novamente em 1914.

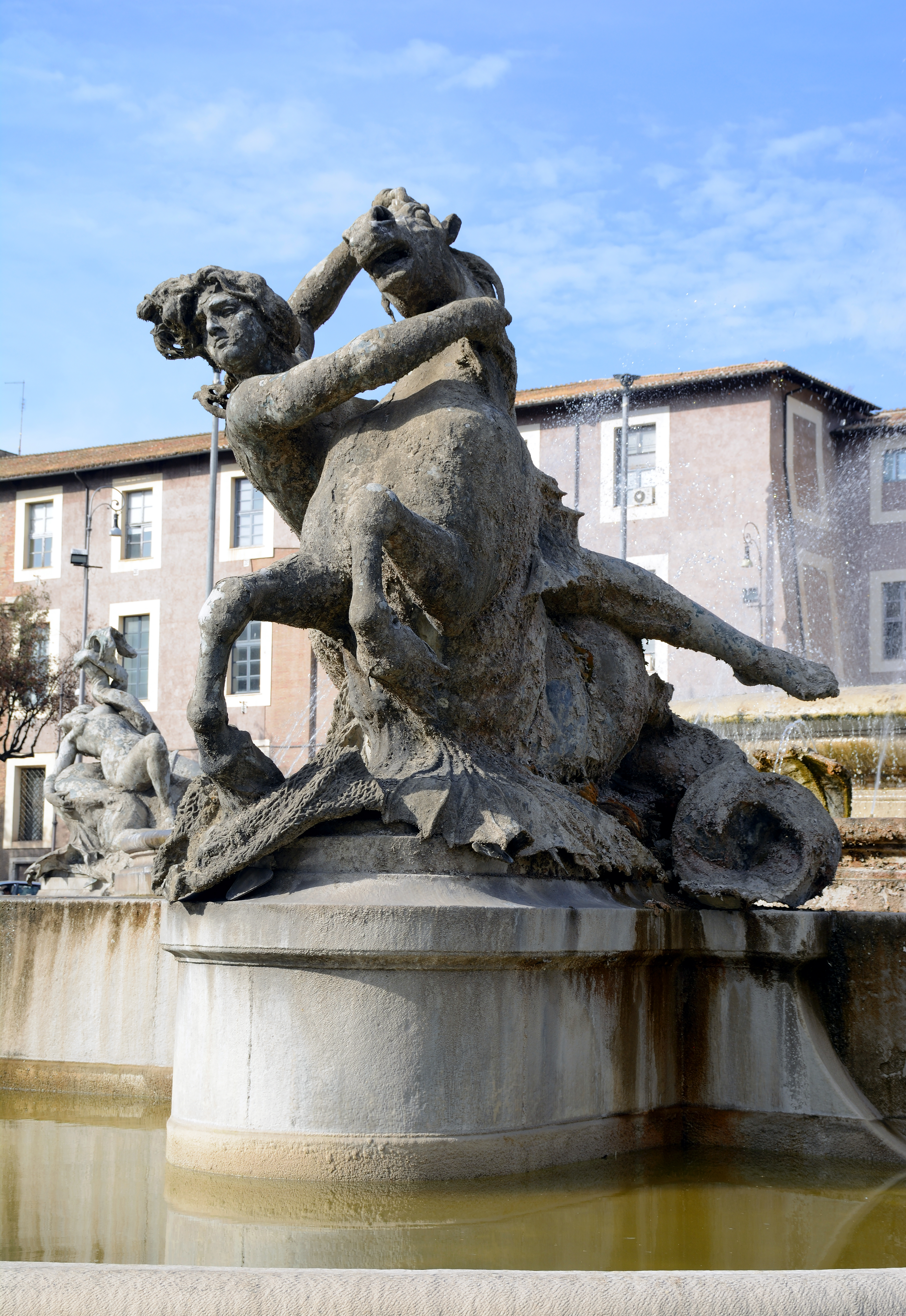
"Ninfa dos Oceanos" com o cavalo, símbolo dos mares (e, tecnicamente, uma nereida e não uma náiade).

A última intervenção no local, uma obra de restauração e polimento, foi realizada em 1988.